# スウェーデン・ポーランド戦争
スウェーデン・ポーランド戦争（スウェーデン・ポーランドせんそう）は、広義に1563年から1721年までにスウェーデン王国とポーランド・リトアニア共和国の間に幾度となく起こった一連の戦争をいう。
- リヴォニア戦争、1558年–1583年
- ジギスムンド王との戦い（英語版）、1598年
- 1600年-1611年の戦争（英語版）
- 1617年-1618年の戦争（英語版）
- 1621年-1625年の戦争（英語版）
- 1626年–1629年の戦争（英語版）
- 大洪水時代、17世紀後半（北方戦争、1655年–1661年の1部）
- 大北方戦争、1700年–1721年
- 第四次対仏大同盟、1806年–1807年
- 第六次対仏大同盟、1812年-1814年

## リヴォニア戦争
テッラ・マリアナ（中世リヴォニア、現在のエストニア、リヴォニア）の支配を巡り行なわれた戦争。

## 1600年-1611年の戦争、1617年-1618年の戦争
両国には、王位継承問題が絡み、実質的には1598年以来、戦争状態にあると言っても過言ではなかった。事の発端は、1587年にポーランド・リトアニア共和国合同君主（すなわちポーランド王・リトアニア大公）でヴァーサ家のシギスムンド（ポーランド名ジグムント3世）が1592年にウプサラで戴冠式を行いスウェーデン王に即位したことから始まる。
ジギスムンドは、父親はスウェーデン国王ヨハン3世、母親はカタリーナが共和国合同君主（すなわちポーランド王・リトアニア大公）のジグムント1世とその2番目の妃ボナ・スフォルツァとの間に生まれた娘、すなわちポーランド王女であった。そして将来共和国とスウェーデン王国の国家合同を目指す両国指導層の考えの下に、ポーランド王・リトアニア大公（選挙王制による選挙を経て戴冠）とスウェーデン王（世襲王制で半ば自動的に戴冠）となる最有力候補として子供のうちにスウェーデンから共和国へ預けられ、母カタリーナの故郷であるポーランド王国首都クラクフで、対抗宗教改革（カトリック改革）の主導的存在であったイエズス会によってカトリック教育を受け、自身はカトリック教徒のなかでも非常に先鋭的な思想を持つようになった。
ジギスムンドは母カタリーナの意思を継いで、スウェーデンのカトリック勢力と結んでスウェーデン国内における対抗宗教改革を主導した。しかしスウェーデンの指導層の多くはルター派プロテスタントであり、彼らはスウェーデンでカトリック再布教を進めようとするジギスムンドを国王とすることに不満を募らせるようになった。スウェーデン保守派（すなわちルター派プロテスタント教徒）は1598年にジギスムンドの叔父でありジギスムンドの摂政をつとめていたプロテスタント教徒のカール（カール9世）を擁立してジギスムンドを廃位した。
これを見たジギスムンドは対スウェーデン戦役など全くの無駄だと主張するヤン・ザモイスキ首相や共和国議会（セイム）の反対を押し切って独断でスウェーデンに侵攻したがあっけなく撃退された。共和国によるスウェーデン本土侵攻は、これが最後となった。その後両国は、リヴォニア（リヴォニア公国）で対立し、スウェーデンは当初は共和国守備隊を攻撃していくつかの要塞を確保したものの王冠領大ヘトマン（ポーランド王国大元帥）を兼任するザモイスキ首相が陣頭で指揮する共和国軍が進撃してくると拠点を次々と奪還された。
スウェーデン王となったカール9世が、共和国のザモイスキ首相兼大元帥が体調を崩して一線から退いたことを知って、1605年にリヴォニアのリガに侵攻し包囲戦を行ったもののそれでもリガを陥落させることが出来ず、今度はリトアニア大ヘトマン（リトアニア大公国大元帥）のヤン・カロル・ホトキェヴィチが率いて進軍して来た共和国軍とのキルホルムの戦いに惨敗、あっけなく撃退された。スウェーデン軍は歩兵9000、騎兵2000から成る大軍で、共和国は重騎兵（ポーランド有翼重騎兵軍団ウィングド・ハッサーすなわちフサリア）2600を主体とした総勢3600の圧倒的少数であったが、戦いが開始されると共和国のフサリア重騎兵はスウェーデン軍に騎馬突撃を行ない、共和国軍の3倍の人員を誇ったスウェーデン王国軍を20-30分のうちに完全粉砕した（スウェーデン側の死者・重傷者・行方不明者は5000-9000人にも及んだ一方、ポーランド側の損害は300人（うち死者100人）に過ぎなかった）。当時のスウェーデンは、宗教改革と1600年のカトリック教徒諸侯の粛清などもあって国力の弱体化の極致にあり、またカール9世が1604年に国王に即位した直後のことでもあり、軍事力、経済力共に強国との差は歴然で戦争を継続させる国力もなく、17世紀初頭にはヨーロッパの最強国の一つであったポーランド・リトアニア共和国の敵ではなかった。
スウェーデンはモスクワ大公国の大動乱（スムータ）に乗じてバルト海沿岸各地の港湾都市に勢力を確保、そのころグスタフ2世アドルフがスウェーデン王位を継承する。一方、当初はモスクワ大公国の大動乱への直接介入を控えていた共和国では、ジグムント3世の政治に反対する議会派有志が起こした強訴「ゼブジドフスキの乱」において、王は反乱者の不満をロシア政策に振り向けることで事態を収拾しようとし、モスクワへの介入が本格化していく。
ローマ・カトリック保守過激派である共和国合同君主ジグムント3世は、ロシア全土のカトリック化を画策していることを隠し、表向きは専制を排した自由な国家連合を結成することを標榜してモスクワ大公国の動乱に介入、快進撃を続けて一時はモスクワを占領した。ゼブジドフスキ反乱の参加者たちは恩赦を受けたのち、モスクワ大公国の民主派を支援しようと進軍した。当時のモスクワ大公国では、共和国はそれまでロシア社会を支配していた専制政治に対抗する政治的自由主義の擁護者と見られており、大法官（首相）兼王冠領大ヘトマン（王国大元帥）のスタニスワフ・ジュウキェフスキが率いる占領者の共和国軍は、当初はモスクワのボヤーレや市民によって、圧政からの解放者として歓迎されていた。ところが、しばらくしてジグムント3世がカトリック保守過激主義の立場を露わにすると、状況は一変した。モスクワ市民は話が違うとして不満を募らせるようになった。緩やかな自由主義の国家連合を構想して信教の自由をボヤーレやモスクワ市民に約束していたジュウキェフスキ大元帥もジグムント3世に完全に裏切られた形となり、その一方で結果的にモスクワ市民を裏切ってしまった形となった。信教の自由を推すカトリック穏健派とカルヴァン派プロテスタントの連合勢力が支配する共和国議会（セイム）はこの戦争への非協力の方針を打ち出した。ジュウキェフスキはセイムの決定に従い、遠征軍の主力を率いてワルシャワに帰還するが、共和国内、および共和国とモスクワ大公国との政治的が調整が行われる間、王の配下の守備隊のみがモスクワ市内に残されることになった。残された守備隊は主に傭兵から成っていて、彼らの一部、特にリソフチツィという傭兵集団はモスクワ市内で不法行為を行い、モスクワ市民はこれに怒り、また以前はツァーリ専制体制の立役者だったモスクワのロシア正教会保守過激派がこの不満にうまく乗ってしまい、1612年、モスクワ市民は反ポーランド主義のナショナリズムで一丸となり、共和国守備隊に対する大反乱を起こした。大反乱の知らせを受けて援軍として駆けつけた前述のヤン・カロル・ホトキェヴィチ率いるリトアニア大公国軍が郊外で頑強な抵抗に遭ってモスクワ市内まで到達できず、クレムリンに籠城した共和国守備隊は玉砕した。共和国はモスクワ大公国からの全面撤退を決定、それまでに計上した多大な財政的損失の埋め合わせのめどが立たないまま1618年にモスクワと和睦することになった（デウリノの和約）。このことで共和国の国家財政は大幅に弱体化、以後の対スウェーデン戦争でもこのときの財政的損失が大きく響き、スウェーデンとの間で形勢が逆転していくことになる。
一方、スウェーデン王グスタフ・アドルフは、即位直後の1611年にデンマークとカルマル戦争を行い、その後ロシア、デンマークとも和睦した。グスタフ・アドルフは、ロシアには有利な講和を締結する事は出来たものの、デンマークには不利な講和を余儀なくされた。これにより、グスタフ・アドルフは、軍事力の更なる強化を目指し、オランダやドイツの軍事体系を取り入れ、共和国など周辺諸国との軍事力の差を埋め合わせるための軍事改革を行った。さらに1612年に宰相となったアクセル・オクセンシェルナと共に二人三脚で国力の更なる強化を目指して行った。共和国との対立は、単なる王位継承を巡る争いのみではなく両国の政体、両王家の宗派における対立も絡んでいた。そのためにスウェーデンは、1600年に「リンチェピングの血浴」を行い、カトリックからの対抗宗教改革を阻んだ。一方で中央集権化と絶対王政化は、軍事と国家財政の拡大と効率化を目指した物であり、人的にも物的にも乏しいスウェーデンが国力を高めるためには、軍事改革を通じた「財政＝軍事国家」を形成して行く他なかった。16世紀以降の対外膨張も国外での市場の獲得と重商主義政策による財源の確保であり、「バルト海支配＝バルト帝国」の形成にあった。バルト海へのロシアの進出を阻止し、その嚆矢としたグスタフ・アドルフは、両ヴァーサ家を巡る問題と国内的な問題を解消した後にスウェーデンをバルト海世界から脱皮させ、ヨーロッパの大国となることを目論むのである。その最大の障壁がポーランド・リトアニア共和国の存在であった。
1620年、グスタフ・アドルフはブランデンブルク選帝侯女マリア・エレオノーラとの結婚を目的としてドイツ（神聖ローマ帝国）を訪問し、帰国後に大幅な軍事改革を断行した。
そして両者は1621年、再びリヴォニアで相まみえるのである。戦争は、リガ攻略戦となった第一次と、1625年以降の共和国本土戦役の第二次とに分けられる。

## 1621年-1625年の戦争
1621年、グスタフ・アドルフは、リガ湾から上陸し、わずか数週間でリガを攻略した。その後、1624年にグスタフ・アドルフは、ドイツ三十年戦争における対ハプスブルク同盟に参加したことで、両国は一端休戦した。しかし宿敵デンマークと反目し、スウェーデンは再び共和国侵攻の準備に取りかかった。
1625年、再びスウェーデン軍は、リヴォニアに侵攻。1626年初頭、北上してきた共和国軍とダウガヴァ川の近くのヴァルホフの戦いで撃破した。これによってほぼスウェーデンは、リガを確保するのである。第一段階は、スウェーデンが勝利したが、共和国は屈服せず、戦争は継続された。
リヴォニアは、その後も両国の交戦を経て、1629年の和議の後、北部はスウェーデン領リヴォニア（リーフランド）として、南部はインフランティ公国（ラトガレ）として分裂した。リガ以北はすでに1621年以降、スウェーデンの支配下に置かれていたが、共和国がスウェーデン領リヴォニアの主権を正式に認めたのは、1660年、両国との北方戦争（大洪水時代）終結後のことであった。

## 1626年-1629年の戦争
1626年、グスタフ・アドルフは、グダニスク湾から上陸。東プロイセンのドイツ都市を攻略し、一帯を制圧した。プロイセン奪回のために進軍してきたジグムント3世率いる共和国軍はプロイセン公領の支援を受けずにグルジョンツで戦ったが、スウェーデン軍を撃退することができなかった。伝説的な名将スタニスワフ・ジュウキェフスキの愛弟子で娘婿でもある若きポーランド将軍スタニスワフ・コニェツポルスキはこれを見て自軍を率い怒涛の速さでプロイセンに進軍、グスタフ・アドルフのスウェーデン軍と遭遇し、約1万の自軍で2万を超えるスウェーデン軍を守勢に立たせ、足止めすることに成功した。両軍はにらみ合いとなり、スウェーデン軍は退却した。その後スウェーデン軍は二手に分かれ、プロイセンとポンメルンから南下して共和国を攻略することにした。ポメラニア方面からヴィスワ川を南下する途中スウェーデン軍はコニェツポルスキ率いる共和国軍によって撃破され、この戦略は頓挫した。コニェツポルスキの軍は進軍してグスタフ・アドルフの軍本体と遭遇、この戦闘でグスタフ・アドルフは尻に重傷を負った。この戦闘をきっかけに共和国軍は守勢から攻勢に立つようになり、コニェツポルスキはその後、それまでスウェーデンに占領されていた都市を次々と奪還していく。そしてついにコニェツポルスキとグスタフ・アドルフの軍はグダニスクで決戦を行ったが、戦闘でグスタフ・アドルフはまたもや重傷を負い、スウェーデン軍は敗退した。グスタフ・アドルフはコニェツポルスキの騎兵隊に圧倒されたものの、共和国の国内を転戦し、ドイツ人傭兵やマスケット銃兵及びパイク兵などで対抗し、戦争を継続した。
1627年3月から4月にかけてチャルネの戦いでコニェツポルスキは篭城したスウェーデン軍を包囲してドイツ人傭兵を降伏させた。これを見たブランデンブルク選帝侯は共和国への支持を宣言した。しかしスウェーデン軍は、新たに徴兵軍を加え8月のトチェフ（ディルシャウ）の戦いで共和国軍に大勝した。しかしこの時も、グスタフ・アドルフは頚部を負傷している（この時の負傷によって、グスタフ・アドルフは、二度と金属製の甲冑を着けることが出来なくなり、また右腕もその影響で不自由となった）。コニェツポルスキはポーランド王国国会（セイム）で共和国の海上進出を主張、これが国会で受け入れられ、まずは9隻の戦艦の貸与を受けた。同年11月のバルト海南部のグダニスク湾におけるオリヴァの海戦でポーランド海軍はスウェーデン海軍の主力艦隊を撃破した。しかしもともとポーランド海軍は規模は小さかったため、バルト海海上におけるスウェーデンの勢力は相対的に維持された（グスタフ・アドルフは、翌1628年に共和国で予算案の審議が長引いたためヴィスワ川河口に停泊を余儀なくさせられていたポーランド艦船を奇襲攻撃して打撃を与えグダニスクに撤退させている。停泊していた艦隊は警戒を怠っていたとは言え、グスタフ・アドルフにとっては、ポーランドによる陸と海からの挟撃を阻止し得た戦果となった）。グスタフ・アドルフのバルト海海上における覇権の意気込みは強く、1628年に竣工した戦列艦ヴァーサのような巨大な帆船の建造もしている。この戦列艦は重心を高くしすぎたため安定性を欠き、間もなくストックホルム沖で沈没するが、重要な海港であるリガを征した事は、その後のスウェーデンのバルト帝国を維持するための重要な拠点の一つとなった。その後、プロイセンで疫病が流行し、荒廃したことでスウェーデン軍に深刻な影響を及ぼし、足止めを余儀なくされた。
1628年になるとポーランド王国国会で戦費調達を継続することに反対意見があがるようになり、予算案の審議が長引いたため共和国は攻勢から守勢に立たされることとなった。グスタフ・アドルフはノヴィとブロドニツァを占領したが、にらみ合いの結果敵陣を攻めあぐねた1626年のプロイセンでの戦いを教訓にコニェツポルスキの軍は重装騎兵と砲兵と銃兵を巧みに使った画期的な戦法を用いてスウェーデン軍を撃破、両市を奪還することに成功した。一方、グスタフ・アドルフはデンマークと同盟を結び、神聖ローマ帝国軍に包囲されたシュトラールズントを解放した。この時三十年戦争は、デンマーク・ニーダーザクセン戦争期である。スウェーデンは、2年後の1630年に再びポンメルンに上陸し、三十年戦争の第二期、スウェーデン戦争を開始することになる。この頃グスタフ・アドルフは、騎兵不足のため、共和国遠征において厳しい局面を迎えていた。圧倒的な戦力を誇るポーランド騎兵（フサリア）の前にスウェーデン軍は殲滅の危機に立たされていた（リヴォニア南東部のラトガレにおいても、1621年から1628年にかけてアレクサンデル・コルヴィン・ゴシェフスキの前に三度スウェーデン軍は敗退し、リヴォニア全土の征服はならなかった）。しかし1628年末、デンマーク・ニーダーザクセン戦争が終結し、新教軍側の傭兵軍が解散されると、グスタフ・アドルフはその傭兵軍をそのままスウェーデン軍に入隊させた。解散した旧デンマーク軍幹部兵も加わった。倍増した騎兵部隊はスウェーデン軍が制圧したプロイセンにおいて編成された。グスタフ・アドルフは、共和国侵攻への自信を回復し、また、三十年戦争介入への決意を固めることとなる。
1629年2月、スタニスワフ・レヴェラ・ポトツキ率いた3000の共和国軍は、グジュノの戦いでヘルマン・ウランゲル率いる8000のスウェーデン軍に敗北した。これを重く見た共和国議会（セイム）は急遽審議を行い軍事予算の増額を可決した。一方この頃になると、両国共に厭戦気分が漂い始める。特にスウェーデンは戦争に次ぐ戦争で国民の不満が高まっていた（徴兵による死亡率が最悪の局面を迎え、徴兵を忌避して暴動も頻発していた。以後グスタフ・アドルフは、徴兵のみならず傭兵の方策をとって戦争を継続していくこととなる）。一方共和国もポーランドおよびリトアニアの国会（セイム）の予算審議において多くの貴族が軍事費の増加に次ぐ増加に懸念を表明することになった。結果としてグスタフ・アドルフは、スウェーデン王位を要求するジグムント3世に対し一定の優位に立つこととなり、スウェーデンの王位継承問題に一区切りを見せ始めていた。共和国軍は神聖ローマ帝国から兵力の支援を受け、スタニスワフ・コニェツポルスキ将軍の活躍によりスウェーデン軍の深部侵攻を阻止することになる。この戦争の最終決戦となったホーニッヒヘルデの戦いで、スタニスワフ・コニェツポルスキ率いる1300騎のフサリア有翼重装騎兵団、1200騎のコサック騎馬隊、2000騎の黒騎兵団から成る総勢4500騎の機動部隊が、グスタフ・アドルフ率いる4000騎のスウェーデン胸甲重騎兵軍団と5000人の銃砲兵隊から成るスウェーデン軍団に対し打撃を与えると、両国の間で和平の気運が高まった。スウェーデン軍は何とか残軍を維持したものの、共和国との戦争を継続することは困難となった。この状況下においてフランス王国が調停に乗り出すこととなり、共和国も国家財政上の懸念から和議に応じアルトマルクの和議によって両国は和睦した。グスタフ・アドルフにとってコニェツポルスキを相手とした連戦連敗は、手痛い誤算であったが、休戦の成立は、共和国との外交上の優位を保った上での撤退の口実となり、三十年戦争への本格介入へ向けて絶好の好機となった。

### 講和と影響
アルトマルクの和議において、共和国軍は共和国・スウェーデン双方の総大将（スタニスワフ・コニェツポルスキとグスタフ・アドルフ）が現場で指揮したすべての戦闘においてスウェーデン軍に勝利していたものの、被占領地を奪還するまでには至らず、この和議によって実質的には貿易港を譲るなどして侵略者のスウェーデンに多くの利益を供与することとなった。一方、スウェーデンはリヴォニア（リーフランド）を確保するかわりに、プロイセンを共和国を構成するポーランド王国の宗主下に返上した。共和国は、コニェツポルスキが関わった戦闘の勝利が戦争の勝利に結びつかず、スウェーデンは第二期の戦争では苦戦しながらも、北プロイセンとリヴォニアでの拠点を維持していたため、交渉は優位に運び、フランスの調停もあって外交的な勝利を挙げることができた。スウェーデン軍は、当時ヨーロッパ最強とも言われる共和国の軍事力の前に、終盤は幾度ともなく壊滅の危機にさらされたが、グスタフ・アドルフによる粘り腰と政治力によって勢力そのものは維持し、国王自身が幾度となく負傷し戦死の危険にさらされるなどの危機的状況を乗り越え共和国から領土を獲得することにも成功した。これは、スウェーデンにもたらされた軍事改革の一定の成果でもあったと言える
アルトマルクの和議によって共和国はスウェーデン・ヴァーサ家への王位要求権の主張を取り敢えずは保留したが、これは事実上断念させたことと同義であった。王位要求権に関しては、グスタフ・アドルフの死後に再燃するが、取り敢えず両国は、6年間の休戦期間を得た。その後共和国は、政府財政の再建を含む国力の回復と、神聖ローマ皇帝へ接近してカトリックの堅守に専念し、スウェーデンはフランスとベールヴァルデ条約を結び、三十年戦争に本格的に介入することとなった。和議において獲得した徴税権プロイセン船舶関税は、初期スウェーデン戦争における貴重な戦費の一つとなった。
その後、6年間の休戦期間が切れると、1635年に両国はストゥムスドルフの和約で正式に講和した。スウェーデンは、1632年のグスタフ・アドルフの戦死による混乱と、三十年戦争中期のネルトリンゲンの戦いで敗北したため、往時の勢力が減退したことにより、共和国による本土への軍事侵攻を恐れ、共和国と外交交渉を行い、アルトマルクの和議で獲得していた貿易港と徴税権を共和国に返上した。代わりとして共和国は、スウェーデンへの軍事侵攻をしない約束を交わした。これにはスウェーデン本軍がドイツで転戦し、国内が手薄であり、また、王位を継承したクリスティーナが幼く、スウェーデンの統治がままならない時期でもあったからである。しかし共和国は事実上、リヴォニアの大半をスウェーデンによって奪われてしまうこととなった。さらにバルト海は依然としてスウェーデン優位の下にあり、また、ヴワディスワフ4世の海軍増強計画がセイムによって破棄されたことや、共和国が三十年戦争に中立していたこともあり、スウェーデンはその間に勢力を盛り返すことに成功した。グスタフ・アドルフの戦死というアクシデントはあったものの、宰相オクセンシェルナによるイニシアティヴによって、三十年戦争が終結した1648年には、バルト海世界の覇権国そしてヨーロッパでの強国の一つに名実共に登り詰めることとなった。一方その年、共和国においてはフメリニツキーの乱が勃発し、東欧における覇権国である共和国は転機を迎えることとなる。
次にスウェーデンとポーランド・リトアニア共和国が交戦するのは、ストゥムスドルフの和約の20年後、共和国で「大洪水時代」と呼ばれる1655年のことであった。

## 大洪水時代
大洪水時代の交戦は、北方戦争（1655年–1661年）の一部でもある。

## 第四次対仏大同盟
ポーランド軍は、ポーランド分割によりナポレオン軍とし参戦していた。

## 第六次対仏大同盟
ワルシャワ公国はナポレオン同盟、スウェーデン王国は反ナポレオン同盟であった。

## ボードゲーム
- Kircholm 1605 (History&Colectors-Vae Victis#116,2014) （フランス語）